# Boscaler del Caixmir
El boscaler del Caixmir (Locustella kashmirensis) és una espècie d'ocell de la família dels locustèl·lids (Locustellidae). Es troba al nord-oest de la serralada de l'Himàlaia. Habita els boscos temperats i les praderies i matollars temperats. El seu estat de conservació es considera de risc mínim.